# Томашовски окръг (Лодзко войводство)
Томашовски окръг (на полски: Powiat tomaszowski) е окръг в Централна Полша, Лодзко войводство. Заема площ от 1024,79 км2. Административен център е град Томашов Мазовецки.

## География
Окръгът обхваща земи от историческите области Мазовия, Малополша и Великополша. Разположен е в източната част на войводството.

## Население
Населението на окръга възлиза на 120 907 души (2012 г.). Гъстотата е 118 души/км2.

## Административно деление
Административно окръгът е разделен на 11 общини.
Градска община:
- Томашов Мазовецки

Селски общини:
- Община Бендков
- Община Буджишевице
- Община Желехлинек
- Община Жечица
- Община Иновлодз
- Община Любохня
- Община Рокичини
- Община Томашов Мазовецки
- Община Уязд
- Община Черневице

## Фотогалерия
- Томашов Мазовецки
- Иновлодз
- Черневице